# Markttwiete

Die Lage der Markttwiete (rot markiert)

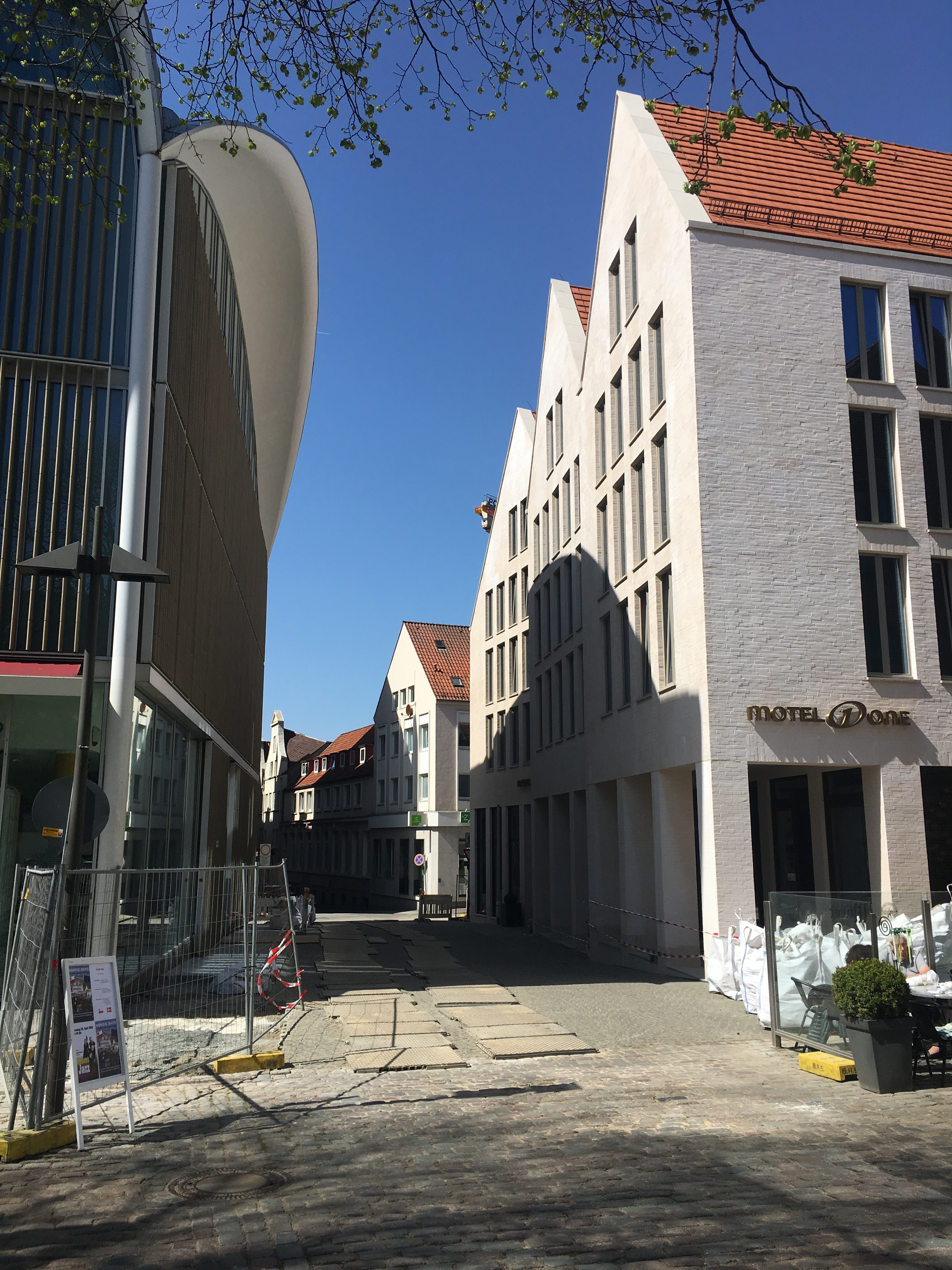
Markttwiete 2018

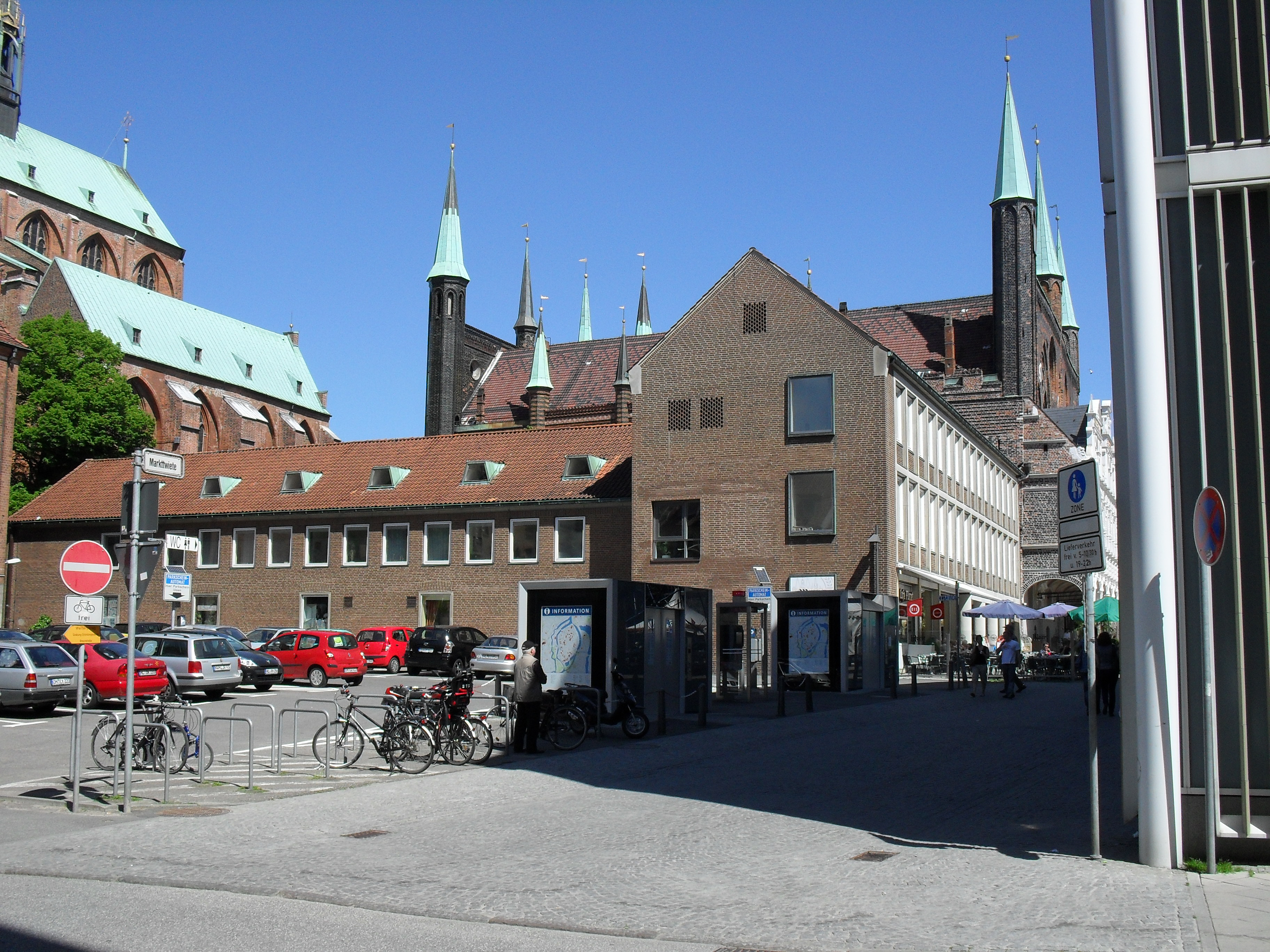
Die Markttwiete vor Erbauung des Motel One

Die Markttwiete um 1900

Die Markttwiete ist eine Straße der Lübecker Altstadt.

## Lage
Die etwa 90 Meter lange Markttwiete befindet sich im Zentrum der Altstadtinsel, im Marien Quartier. Sie beginnt am Schüsselbuden gegenüber der Einmündung der Braunstraße und verläuft ostwärts, wobei von Norden der Weite Krambuden einmündet, bis sie vor der Renaissancelaube des Rathauses an den zur Breiten Straße führenden gotischen Arkaden endet.
Die Markttwiete bildet den nördlichen Rand des Markts, ist dort jedoch nicht als eigenständige Straße erkennbar, da sie weder durch abweichende Pflasterung noch durch sonstige Kennzeichen vom Markt abgegrenzt ist.

## Geschichte
Erstmals urkundlich erwähnt wird die Straße 1330 mit der niederdeutsch-lateinischen Mischbezeichnung Antiquae Cramboden (Alte Krämerbuden). 1352 lautet der Name Tenebrosae Cramboden (Dunkle Krämerbuden) und 1476 De olde Kramboden (Die alten Krämerbuden). 1484 ist, abgeleitet von der gegenüberliegenden Braunstraße, Brunstratentwiete belegt.
Wann der heutige Name Markttwiete erstmals in Gebrauch kam, ist nicht mehr ermittelbar. Der zweite Teil dieser Bezeichnung, der niederdeutsche Ausdruck Twiete, ist abgeleitet vom Wort twee für zwei und steht für eine schmale Gasse, die zwei größere Straßen verbindet.
Die historische Bebauung entlang der Markttwiete wurde beim Bombenangriff im März 1942 vollständig vernichtet. Allein die angrenzenden Bauten des Rathauses am Ostende blieben erhalten, werden jedoch nicht zur Markttwiete gerechnet.